# 可愛金屬

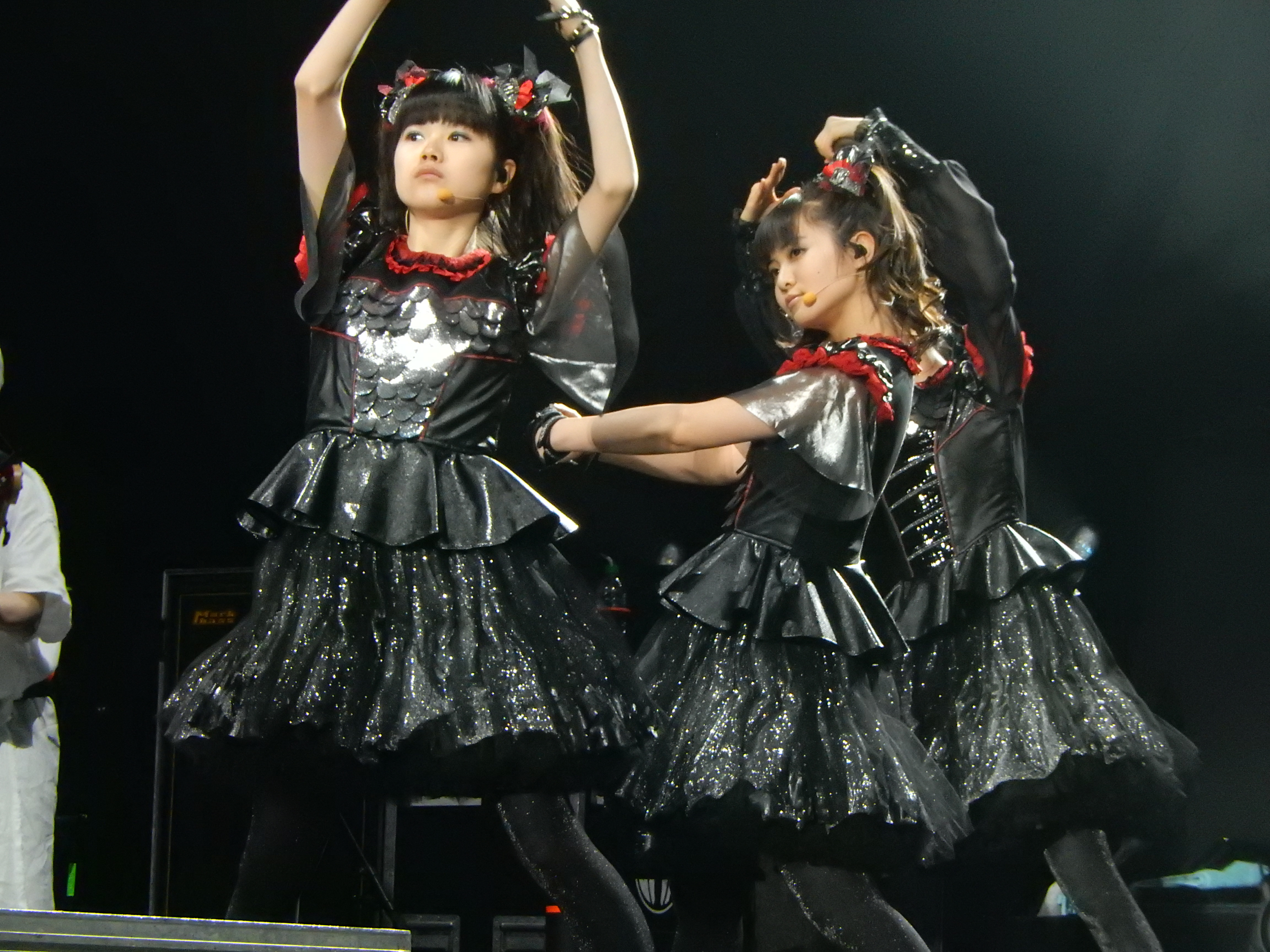
BABYMETAL於2016年在英國倫敦公演

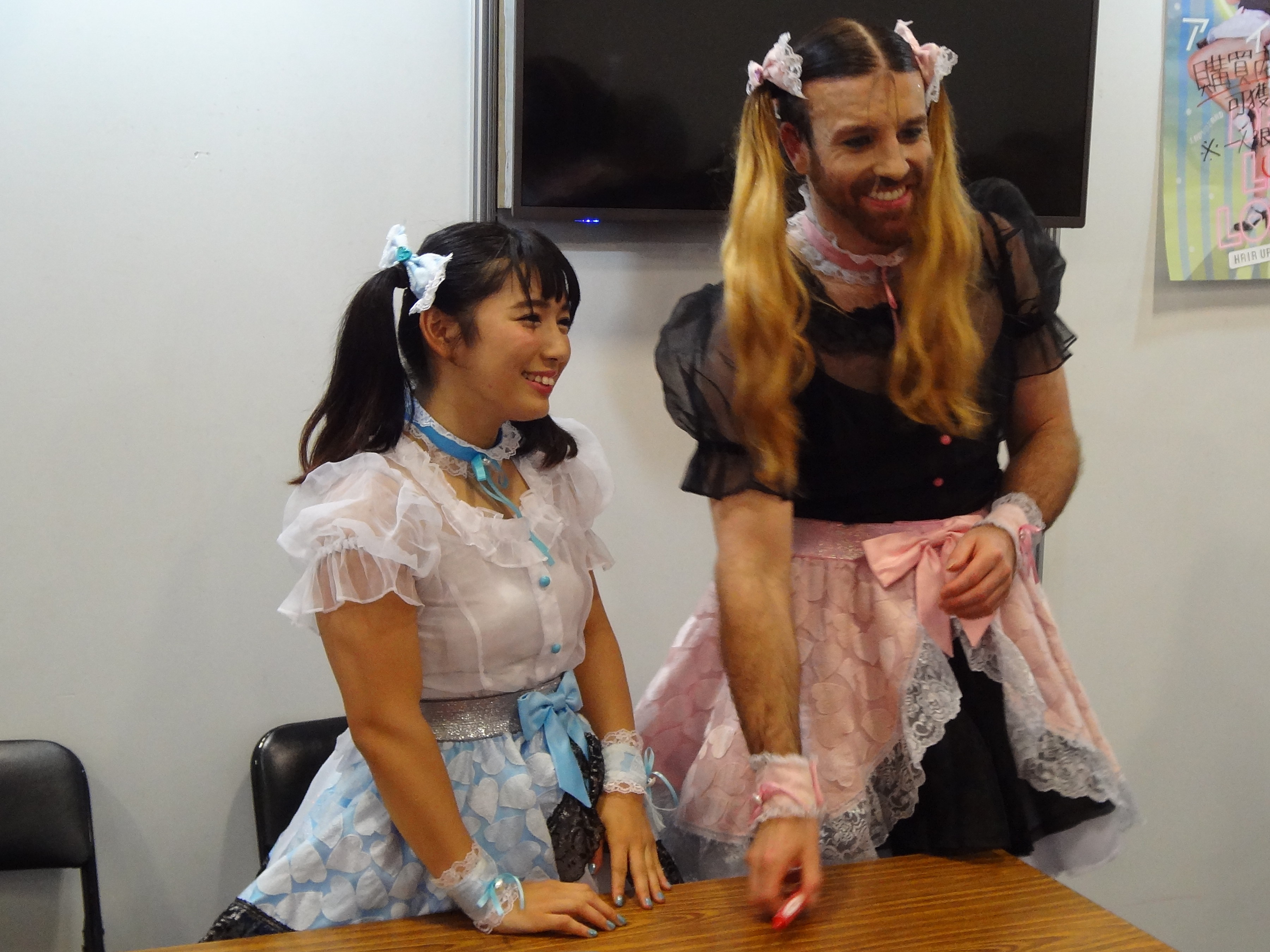
才木玲佳與Ladybeard合組的Deadlift Lolita樂團

卡哇伊金屬（日语： Kawaii metaru */?），在一些英語為母語的國家也稱為可愛金屬（Cute metal），是一種新產生的重金屬音樂流派，起源於2010年出道的日本團體BABYMETAL，特點是融合了重金屬音樂及J-pop、偶像風格。

## 歷史
可愛金屬受到日本娛樂界在21世記初的兩個次文化影響，一是日本偶像團體文化，一是日本重金屬的中的一些女主唱或全女性的地下樂團。
日本重金屬的「女性金屬樂團爆發」（ガールズ・メタル・バンド・ブーム）可追溯到在2007~2015年間運作的獨立樂團Destrose，這支獨立樂團的成員來來去去，從未大紅大紫，但許多離開的團員後來另組相當成功的樂團，包括Mary's Blood、Lovebite和Fate Gear。其中Lovebites在2018年得到《Metal Hammer》雜誌的Golden Gods獎，並成為第一個登上德國瓦肯音樂節的日本女性樂團其他獨立女性樂團有Aldious，其專輯在2010年排到Oricon公信榜的獨立專輯第一名，並在主榜排到第15名；另一個獨立女性樂團Cyntia在2013年被唱片公司簽下，是此風潮主流化的開始。
在偶像文化方面，日本流行音樂在1990年代開始逐漸從以往的J-Pop延伸到搖滾等樂風，而女子組合則在2000年代因AKB48等團體影響而開始大量流行。2008年成立的桃色幸運草Z的許多樂曲走搖滾或另類樂風，並且在2012年被鐵色克隆X翻唱出重金屬版。「可愛金屬」形成一獨立概念發生於2014年，由Babymetal創造此名詞。此樂團源自偶像團體櫻花學院，透過Youtube在國際上走紅，並在2016年進行世界巡迴，將此風潮帶向國際。其他跟上此潮流的有Band-Maid將服從的女僕外觀和兇殘的重金屬音樂作對比、以反串大叔Lady Beard作為賣點的Ladybaby。2020年PassCode單曲《Starry Sky》在Oricon公信榜上了當週第一名。

## 主要乐队
| 名称            | 国   | 成立年 | 出典   |
| --------------- | ---- | ------ | ------ |
| Aldious         | 日本 | 2008年 | [ 17 ] |
| BABYMETAL       | 日本 | 2010年 | [ 18 ] |
| BAND-MAID       | 日本 | 2013年 | [ 19 ] |
| BiS             | 日本 | 2010年 | [ 20 ] |
| BiS階段         | 日本 | 2012年 | [ 21 ] |
| Dazzle Vision   | 日本 | 2003年 | [ 22 ] |
| DEADLIFT LOLITA | 日本 | 2017年 | [ 23 ] |
| DOLL$BOXX       | 日本 | 2012年 | [ 18 ] |
| 假面女子        | 日本 | 2013年 | [ 24 ] |
| LADYBABY        | 日本 | 2013年 | [ 18 ] |
| 桃色幸運草Z     | 日本 | 2008年 | [ 24 ] |
| NECRONOMIDOL    | 日本 | 2014年 | [ 25 ] |